# Nobody but Me (Michael Bublé-sang)
"Nobody but Me" er en sang indspillet af den canadisk-italienske sanger Michael Bublé, med den amerikanske rapper Black Thought fra gruppen The Roots. Den blev udgivet den 9. august via Reprise Records som førstesinglen fra hans syvende album af samme navn.

## Musikvideo
Den første musikvideo med sangteksterne blev offentliggjort på Bublés YouTube-kanal den 18. august 2016. Den officielle musikvideo fulgte d. 11. oktober 2016. Videoen er inspireret af 1960'er-showet The Dating Game, hvor Bublé spiller alle tre kvalificerede bejlere; en nørd med briller, en narcissistisk scorekarl og en fransk beatnik med baret.

## Hitlister

### Ugentlige hitlister
| Hitlister (2016–17)                               | Højeste placering |
| ------------------------------------------------- | ----------------- |
| Belgien (Ultratip Flanderen)                      | 3                 |
| Belgien (Ultratip Wallonien)                      | 19                |
| Canada (Canadian Hot 100)                         | 70                |
| Canada AC (Billboard)                             | 4                 |
| Canada Hot AC (Billboard)                         | 21                |
| Frankrig (SNEP)                                   | 151               |
| Skotland (Official Charts Company)                | 27                |
| Storbritannien Download (Official Charts Company) | 33                |
| Storbritannien Singles (Official Charts Company)  | 77                |
| USA Adult Contemporary (Billboard)                | 10                |

### Års-hitlister
| Hitlister (2016)                  | Placering |
| --------------------------------- | --------- |
| US Adult Contemporary (Billboard) | 43        |
| Hitlister (2017)                  | Placering |
| US Adult Contemporary (Billboard) | 37        |